# Leucophanella rufescens
Leucophanella rufescens là một loài rêu trong họ Calymperaceae. Loài này được Hook. & Grev. M. Fleisch. mô tả khoa học đầu tiên năm 1923.